# Burg Nivagl
Die Burg Nivagl (manchmal auch Nivaigl oder Löwenburg) stand beim Weiler Nivagl südlich des Dorfes Zorten im schweizerischen Kanton Graubünden auf dem Gemeindegebiet von Vaz/Obervaz. Die Burg war der älteste Sitz der Freiherren von Vaz, eines der mächtigsten Adelsgeschlechter im Alpenraum. Urkundlich nachgewiesen sind die Vazer ca. von 1135 bis 1338.

## Lage
Die abgegangene Höhenburg stand bei 1031 m ü. M. auf dem länglichen, auf drei Seiten vom steilen Tobel des Haidbaches umgebenen Hügel «Bot la Cheua» unmittelbar westlich der Strasse von Zorten nach Alvaschein. Im südöstlichen Vorgelände wurden künstliche Hindernisse in Form von Gräben angelegt.

## Anlage
Von der weitläufigen Anlage sind oberhalb des Bodens keine Mauerreste mehr sichtbar; die spärlichen Reste, die Meyer/Clavadetscher erwähnen, sind heute überwachsen. 1980 wurden ausgedehnte Sondierbohrungen durchgeführt. Als ältester Bau aus dem 10. oder frühen 11. Jahrhundert wurde ein Holzhaus mit einer Feuerstelle nachgewiesen sowie eine erste Ringmauer und Gräben. Aus dem 11. Jahrhundert fanden sich auf dem höchsten Hügel Reste eines quadratischen Steinhauses von ca. 9 m Seitenlänge, das später mit einer Vormauerung verstärkt worden war, wohl zum Zwecke einer Aufstockung zu einem Turm. Gegen 1100 wurde das Steinhaus nach einem Feuer wieder hergerichtet. Eine weitere, äussere Ringmauer und Nebengebäude wurden gebaut. Um 1200 wurde der Turm niedergelegt und die Mauern in einen Wohnbau einbezogen.
Die reichhaltigen Kleinfunde wie kleine Fragmente eines Kettenpanzers, vergoldete Trachtenteile und Spuren von Freskomalerei lassen auf einen gehobenen Stand der Bewohner schliessen. Die Funde sind im Rätischen Museum in Chur ausgestellt. Um 1250 scheint die Burg verlassen worden zu sein, Zeichen einer Gewaltanwendung gab es nicht. Das Mauerwerk wurde nach und nach abgetragen und wohl in der Umgebung als Baumaterial verwendet.
Die Mauerreste wurden nach Beendigung der Grabungen wieder zugeschüttet, da die finanziellen Mittel für eine Konservierung nicht vorhanden waren.

## Geschichte

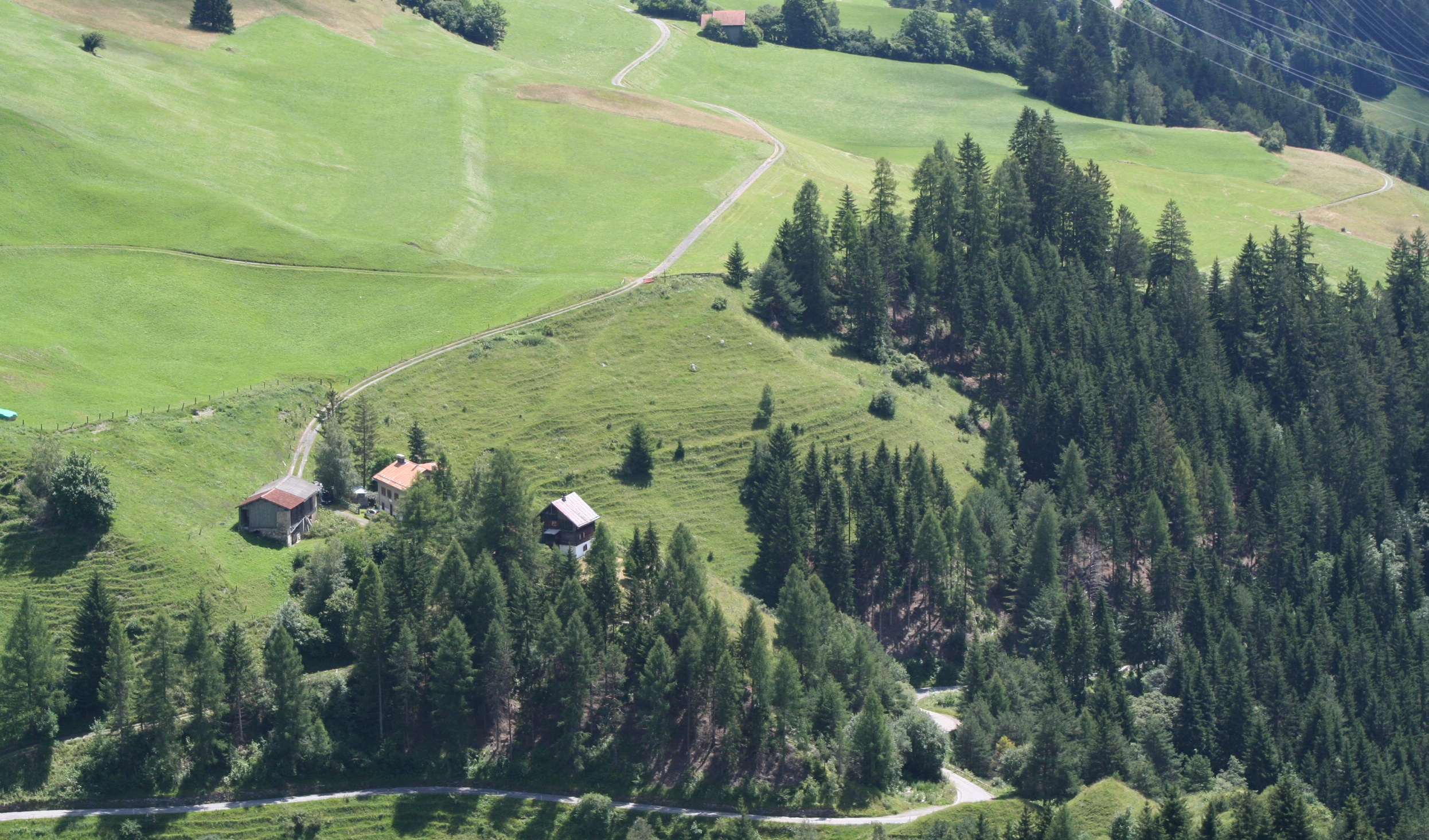
Der Weiler Nivagl. Rechts unten die Hügel der Burg

Schriftliche Unterlagen über den Bau der Anlage fehlen, sie setzen erst nach deren Auflassung ein: Nach dem Tod von Donat von Vaz um 1337 streitet man sich darüber, ob der grosse Meierhof in Vaz vazisches Eigentum oder Churer Lehen sei. Im «Buoch der Vestinen» von 1410 des Churer Hochstifts ist die Burg Nivagl nicht aufgeführt.
Die Auflassung der Anlage Nivagl fällt zeitlich mit dem Bau der Burg Belfort zusammen, die im Albulatal wichtigstes Herrschaftszentrum der Vazer wurde. Nivagl scheint also zugunsten von Belfort aufgegeben worden zu sein.